# David Lindsay (explorateur)
Pour les articles homonymes, voir David Lindsay.
David Lindsay, né le 20 juin 1856 à Goolwa et mort le 17 décembre 1922 à Port-Darwin, est un explorateur australien.

## Biographie
Arpenteur-général, il explore le golfe de Carpentarie en 1883, parcourt la Finke River pour découvrir si elle se jette dans le lac Eyre, atteint Alice Springs en 1886 et se dirige vers Lake Nash et les Monts MacDonnell. En 1887-1888, il traverse l'Australie du nord au sud, de Port-Darwin à Adélaïde.
En 1890, il visite la Terre d'Arnhem et, en 1892, parcourt la zone comprise entre Warburton et le Murchison. 
Durant ses expéditions, il dresse de nombreuses cartes.
Jules Verne le mentionne dans son roman Mistress Branican (partie 2, chapitre III).